# 이아현
이아현(1972년 4월 13일 ~ )은 대한민국의 배우이다.

## 생애
고등학교 1학년에서 대학교 2학년 시절까지 미국 로스앤젤레스에서 보냈다. 1993년 뮤지컬 배우로 첫 데뷔하였고 이듬해 1994년 SBS 서울방송 프로그램 《세계로 싱싱싱》을 통하여 방송MC로 데뷔하였으며 같은 해 1994년 6월에 MBC 문화 방송 공채 탤런트 선발되었다. 같은 해 1994년 KBS 한국방송공사 드라마 《딸부잣집》을 통하여 정식 연기자로 데뷔하였다. 
신장은 166cm이고 체중은 48kg이며 영화 감상과 바이올린 연주와 피아노 연주에 취미가 있고 성악과 영어 회화에 특기가 있다.

## 출연작

### 드라마
- 1994년 KBS2 주말연속극 《딸부잣집》 ... 막내 딸 권소령 역
- 1995년 SBS 주간시트콤 《LA 아리랑》 ... 장녀 유미 역
- 1995년 SBS 드라마스페셜 《신비의 거울속으로》 ... 연희 역
- 1996년 MBC 청소년드라마 《나》
- 1996년 KBS1 아침드라마 《하얀 민들레》 ... 이서영 역
- 1996년 KBS2 단막극 《드라마게임 - 석세스클럽에 간 사나이》
- 1998년 EBS1 청소년드라마 《내일》 ... 영어 선생님 역
- 1999년 MBC 미니시리즈 《눈물이 보일까봐》 ... 김경은 역
- 2000년 MBC 주간시트콤 《세 친구》 ... 박상면의 교제녀 이아현 역으로 특별출연
- 2000년 MBC 청춘시트콤 《뉴 논스톱》 ... 69회 특별출연
- 2000년 MBC 일요아침드라마 《눈으로 말해요》
- 2000년 MBC 아침드라마 《느낌이 좋아》
- 2000년 MBC 미니시리즈 《비밀》
- 2001년 MBC 아침드라마 《내 마음의 보석상자》 ... 윤희정 역
- 2001년 MBC 창사특별기획 《상도》 ... 초례 역
- 2001년 MBC 주말연속극 《그 여자네 집》 ... 정미소 선생 역
- 2002년 KBS1 아침드라마 《새엄마》 .. 상인 역
- 2002년 SBS 드라마스페셜 《순수의 시대》
- 2002년 KBS2 일일연속극 《결혼합시다》 ... 문수경 역
- 2002년 MBC 단막극 《MBC 베스트극장 - 잃어버린 우산》 ... 송혜주 역
- 2003년 SBS 대하드라마 《왕의 여자》 ... 허씨 부인 역
- 2003년 SBS 아침드라마 《당신 곁으로》 ... 연숙 역
- 2004년 MBC 단막극 《MBC 베스트극장 - 로맨스를 꿈꾸다》 ... 이순영 역
- 2005년 SBS 설날특집극 《핑구어리》 ... 김세영 역
- 2005년 KBS2 단막극 《드라마시티 - 스파게티데이트》 ... 인주 역
- 2005년 SBS 미니시리즈 《온리 유》 ... 한이경 역
- 2005년 MBC 미니시리즈 《내 이름은 김삼순》 ... 김이영 역
- 2005년 SBS 아침드라마 《들꽃》 ... 이순정 역
- 2006년 SBS 아침드라마 《사랑도 미움도》 ... 김정희 역
- 2008년 MBC 일일연속극 《사랑해, 울지마》 ... 조미선 역
- 2009년 SBS 미니시리즈 《드림》 ... 정금자 역
- 2009년 tvN 미니시리즈 《미세스타운 - 남편이 죽었다》 ... 안보배 역
- 2010년 MBC 단막극 《MBC 일요 드라마 극장 - 나야, 할머니》 ... 이모 역
- 2010년 KBS2 미니시리즈 《매리는 외박중》 ... 감소영 역
- 2010년 SBS 추석특집극 《당신의 천국》 ... 미연 역
- 2011년 MBC 주말연속극 《반짝반짝 빛나는》 ... 황태란 역
- 2011년 CGV TV영화 《TV 방자전》 ... 월매 역
- 2011년 채널A 미니시리즈 《컬러 오브 우먼》 ... 오미래 역
- 2012년 SBS 드라마스페셜 《부탁해요 캡틴》 ... 양말자 역
- 2012년 JTBC 미니시리즈 《러브 어게인》 ... 김미희 역
- 2012년 SBS 드라마스페셜 《아름다운 그대에게》 ... 장실장 역
- 2013년 KBS2 아침드라마 《TV소설 삼생이》 ... 고막례 역
- 2013년 MBC 일일연속극 《오로라 공주》 ... 이강숙 역
- 2013년 MBC 미니시리즈 《여왕의 교실》 ... 하나 모, 임은영 역
- 2013년 MBC 추석특집극 《세상에서 가장 위대한 일》 ... 구예리 역
- 2014년 KBS1 대하드라마 《정도전》 ... 경숙택주 경주 최씨(정도전의 처) 역
- 2014년 KBS2 미니시리즈 《골든크로스》 ... 김세령 역
- 2014년 KBS2 미니시리즈 《내일도 칸타빌레》 ... 양선영 역
- 2014년 KBS2 단막극 《KBS 드라마 스페셜 - 마지막 퍼즐》 ... 윤재경 역 (특별출연)
- 2014년 VTV 한국 & 베트남 합작 드라마 《오늘도 청춘》
- 2015년 KBS2 미니시리즈 《고맙다, 아들아》 ... 홍은희 역
- 2015년 MBC 일일연속극 《최고의 연인》 ... 최규리 역
- 2016년 MBC 월화드라마 《몬스터》 ... 최지혜 역
- 2016년 tvN 불금불토스페셜 《신데렐라와 네명의 기사》 ... 강서우의 어머니 역
- 2017년 KBS1 일일연속극 《미워도 사랑해》 ... 동미애 역
- 2018년 JTBC 금토드라마 《미스티》 ... 이연정 역
- 2018년 SBS 월화드라마 《서른이지만 열일곱입니다》 ... 공현정 역
- 2018년 tvN 금요드라마 《톱스타 유백이》 ... 아서라 역
- 2020년 KBS1 일일연속극 《기막힌 유산》 ... 윤민주 역
- 2020년 SBS 아침드라마 《불새 2020》 ... 하이엔드 브랜드 디자이너 역 (특별 출연)
- 2022년 ~ 2023년 KBS1 일일연속극 《내 눈에 콩깍지》 ... 서화경 역
- 2024년 KBS2 일일드라마 《피도 눈물도 없이》 ... 민자영 역 (특별출연)
- 2025년 KBS1 일일연속극 《대운을 잡아라》 ... 이미자 역

### 영화
- 2005년 《종려나무 숲》 ... 최성주 역
- 2006년 《국경의 남쪽》 ... 선애 역
- 2014년 《오빠가 돌아왔다》 ... 고귀순 역
- 2014년 《소녀괴담》 - 오미희 역

### 뮤지컬
- 《라 트라비아타》 ... 비올레타 역(주연)
- 《사운드 오브 뮤직》 ... 마리아 역(주연)
- 《아가사》 ... 베스 역

### 연극
- 《사도장헌세자의 불운과 비애》 ... 정순황후 김씨 역(주연)
- 《세종대왕》 ... 소헌황후 심씨 역(주연)

### 예능·교양
- 1994년 SBS 《세계로 싱싱싱》
- 1995년 DSN 《하이, 잉글리쉬》 MC
- 1995년 MBC 《문화스페셜》 MC
- 1995년 KBS 《생방송 게임천국》 MC
- 1995년 KMTV 《오! 해피데이》 MC
- 2010년 스토리온 《엄마, 영어에 미치다》 MC
- 2011년 SBS 《김연아의 키스 & 크라이》
- 2011년 스토리온 《엄마, 영어에 미치다 시즌2》 MC
- 2011년 MBC 《코이카의 꿈》
- 2015년 tvN 《언제나 칸타레 시즌 2》
- 2018년 tvN 《둥지탈출3》

### 광고
- 옥시레킷벤키저 옥시싹싹 곰팡이제거
- 동성제약 아토클리어

### 라디오 프로그램
- 2015년 EBS FM 《EBS 책 읽는 라디오 낭독 시리즈》

## 수상
- 1994년 KBS 연기대상 신인상 《딸부잣집》